# Eizō Kenmotsu
Eizo Kenmotsu, född den 13 februari 1948 i Okayama i Japan, är en japansk gymnast.
Han tog inledningsvis OS-guld i lagmångkampen och OS-brons i räck i samband med de olympiska gymnastiktävlingarna 1968 i Mexico City.
Han tog OS-guld i lagmångkampen, OS-silver i den individuella mångkampen, OS-brons i barr och OS-brons i bygelhäst i samband med de olympiska gymnastiktävlingarna 1972 i München.
Han tog slutligen OS-guld i lagmångkampen, OS-silver i räck och OS-silver i bygelhäst i samband med de olympiska gymnastiktävlingarna 1976 i Montréal.